# Пригоди у Веґасі
Пригоди у Веґасі (англ. What Happens in Vegas...) — американська романтична комедія Тома Вогана з Кемерон Діас і Ештоном Кутчером в головних ролях. Фільм був знятий на студії 20th Century Fox в 2008 році.

## Сюжет
Молоду мешканку Нью-Йорка Джой (Кемерон Діас), успішну біржову брокершу, кидає наречений Мейсон. Бажаючи розвіятися, Джой вирушає в Лас-Вегас, де знайомиться з Джеком (Ештоном Кутчером), якого звільнив з роботи його ж батько. На ранок після бурхливої вечірки вони виявляють, що одружені, і хочуть відразу ж розлучитися. Після їхньої відвертої розмови вони випадково виграють джекпот розміром три мільйони доларів, але суддя, який веде справу про шлюборозлучний процес, заморожує всю суму на пів року. До того ж за рішенням судді молоді люди повинні робити все можливе, щоб зберегти родину, у тому числі відвідувати щотижня сімейного психолога (Квін Латіфа).
Джой із невдоволенням переїжджає в типову холостяцьку квартиру Джека, де вони всіляко отруюють одне одному життя. Також вони роблять спроби спровокувати один одного на зраду — Джой відсилає до Джека безліч дівчат у квартиру, а Джек знаходить Мейсона і повертає йому обручку Джой, говорячи, що та ще сподівається повернутися до нього. Для сімейного психолога Джек і Джой спочатку намагаються зображати закохану пару, але та не вірить їм. Згодом на сеансах Джек і Джой поводяться природно, однак, разом з цим, щоразу психолог констатує, що вони дедалі більше схожі на справжню сімейну пару.
Пізніше почуття пари поступово змінюються, і вони вже не такі впевнені, що хочуть виграти процес. Джой зачаровує батьків Джека, а той, своєю чергою, своїм почуттям гумору підкуповує шефа Джой і стає душею компанії на її корпоративі. Пізніше Мейсон знаходить Джой і просить повернутися до нього, знову вручивши їй обручку. Дівчина розуміє, що обручку йому дав Джек, сподіваючись на її зраду, і на суді, коли через пів року знову вирішується доля пари, Джой відмовляється від своєї половини виграшу на користь Джека і просить розлучення.
Тим не менш, завдяки прихильності до неї боса після корпоративу, Джой домагається підвищення, але звільняється з роботи, віддавши свою посаду суперниці. Потім вона їде в затишне місце, де через кілька днів її знаходить Джек — раніше вона розповідала йому про це місце. Обоє розуміють, що знову хочуть бути разом і Джек робить їй пропозицію.

## У фільмі знімались
| У ролях          |  | Персонаж             |
| ---------------- |  | -------------------- |
| Кемерон Діас     |  | Джой Макнеллі        |
| Ештон Кутчер     |  | Джек Фуллер          |
| Роб Кордрі       |  | Джеффрі Льюїс        |
| Лейк Белл        |  | Тоні Саксон          |
| Денніс Фаріна    |  | Річард Бенджер       |
| Денніс Міллер    |  | Суддя Воппер         |
| Джейсон Судейкіс |  | Мейсон               |
| Мішель Крусік    |  | Чонг                 |
| Квін Латіфа      |  | Доктор Твітчелл      |
| Тріт Вільямс     |  | Джек Фуллер, старший |
| Дірдрі О'Коннелл |  | Місіс Фуллер         |
| Зак Галіфіанакіс |  | Дейв                 |

## Нагороди та номінації
| Нагороди та номінації | Нагороди та номінації     | Нагороди та номінації      | Нагороди та номінації | Нагороди та номінації |
| Нагорода              | Категорія                 | Номінант                   | Результат             |                       |
| --------------------- | ------------------------- | -------------------------- | --------------------- | --------------------- |
| Золота малина         | Найгірша жіноча роль      | Кемерон Діас               | Номінація             |                       |
| Золота малина         | Найгірший акторський дует | Кемерон Діас, Ештон Кутчер | Номінація             |                       |
| Teen Choice Awards    | Фільм — Найкращий актор   | Ештон Кутчер               | Перемога              |                       |
| Teen Choice Awards    | Фільм — Bromantic Comedy  | Одного разу у Вегасі       | Перемога              |                       |
| Teen Choice Awards    | Фільм — Найкраща актриса  | Кемерон Діас               | Номінація             |                       |

## Касові збори
Під час показу в Україні, що розпочався 8 травня 2008 року, протягом перших вихідних фільм демонстрували на 63 екранах, що дозволило йому зібрати $363,043 і посісти 1 місце в кінопрокаті того тижня. Фільм опустився на другу сходинку українського кінопрокату наступного тижня, хоч досі демонструвався на 63 екранах і зібрав за ті вихідні ще $179,778. Загалом фільм в кінопрокаті України пробув 8 тижнів і зібрав $853,740, посівши 19 місце серед найбільш касових фільмів 2008 року.